# Станимир Флоров
Станимир Славейков Флоров е български полицай, главен комисар от МВР, директор на Главна дирекция „Борба с организираната престъпност“ от януари 2009 до април 2013 г.

## Биография
Роден е на 15 юли 1968 г. в София. Завършва Военния факултет на Националната спортна академия. През 1990 г. влиза в системата на МВР. През 1995 г. започва работа в Главна дирекция „Борба с организираната престъпност“. През 2003 г. е назначен за началник на сектор „Синтетични наркотици, прекурсори и наркообразуващи култури“, на който пост остава до 2006 г., когато е назначен за началник на отдел „Наркотици“. През януари 2009 г. е назначен за директор на Главната дирекция „Борба с организираната престъпност“. През април 2013 г. е отстранен от поста поради образуване на досъдебно производство срещу него за подкуп в особено големи размени.
Специализира в Международната академия по правоприлагане ILEA в Унгария и САЩ. Бил е зам.-главен секретар на МВР.